# قرآن آریامهر

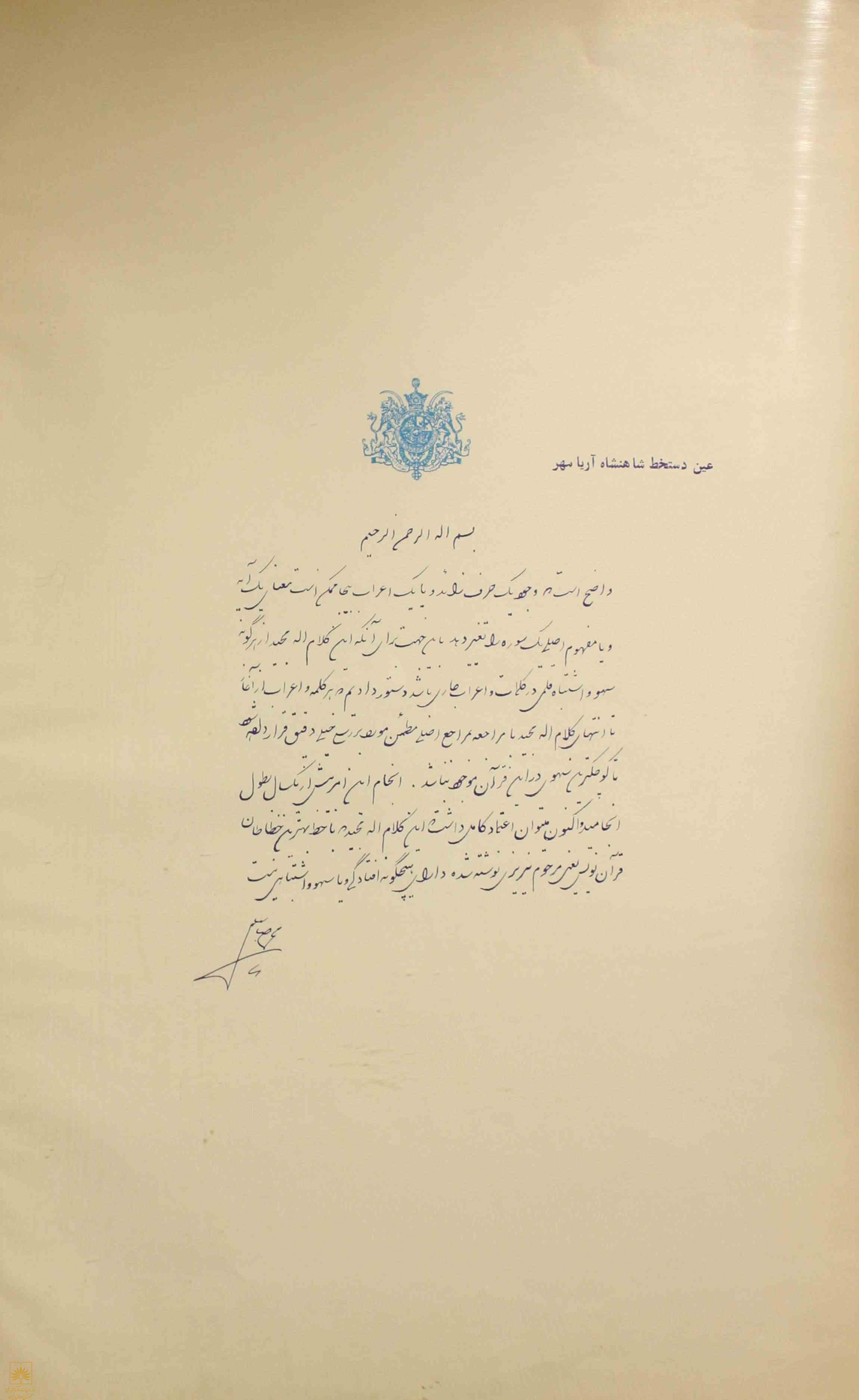
دستنوشتهٔ محمدرضا پهلوی در قرآن آریامهری

قرآن آریامهری یا قرآن پهلوی قرآنی است که در سال ۱۳۴۴ خورشیدی به فرمان محمدرضا پهلوی پادشاه وقت ایران و به خط احمد نیریزی و به تصحیح استاد الهیات دانشگاه تهران عبدالرحیم نجات چاپ شده‌است.

## تاریخچه
در سال ۱۳۴۲ پادشاه وقت ایران محمد رضا پهلوی تصمیم گرفت قرآنی نفیس به خط احمد نیریزی خطاط چیره‌دست دوره صفوی که در کتابخانه دربار موجود بود پس از تصحیح مطابق با مستندات روز اعمال شده و به شکل ویژه چاپ شود.این اقدام از طرف برخی مخالفان مذهبی شاه تلاشی برای جلب نظر روحانیان به علت مشکلات سیاسی شاه تفسیر شد.

## مشخصات
قرآن بدون ترجمه فارسی، با خط خوش احمد نیریزی از خوش نویسان دوران صفوی و با حاشیه سازی و طلاکاری در نهایت نفاست و چاپ عالی با اندازه رحلی و جلد سلفون عطف چرم است.

## عدم پذیرش
به دنبال چاپ قرآن و ارسال آن به مناطق مختلف ایران بعضی روحانیون بنای مخالفت با آن را گذاشته و حتی خرید آن را حرام دانستند و آن را قرآن بر سر نیزه توصیف نمودند.